# Renocila yamazatoi
Renocila yamazatoi is een pissebed uit de familie Cymothoidae. De wetenschappelijke naam van de soort is voor het eerst geldig gepubliceerd in 1987 door Bunkley-Williams & Williams.